# Cerkev sv. Urha, Dolina
Prafarna cerkev svetega Urha Škofa in Spovednika (italijansko Chiesa di Sant'Ulderico Vescovo e Confessore) je župnijska cerkev Doline, v škofiji Trst in dekaniji Opčine.

## Zgodovina
Cerkev svetega Urha je najstarejša bogoslužna stavba v Občini Dolina in med najstarejšimi v škofiji Trst. Cerkev je glavni sedež Župnijske cerkve svetega Urha. Že iz 13. stoletja so novice o dolinski župnijski cerkvi. Stara župnijska cerkev, prezidana med 13. in 14. stoletjem, je bila v 17. stoletju porušena, da bi naredili prostor za sedanjo farno cerkev, zgrajeno med leti 1630 in 1724. Dolinska cerkev je bila dekanski sedež do leta 1948, ko je bila dekanija Dolina združena z dekanijo Opčine. Cerkev, posvečena svetemu škofu iz Augsburga, v središču cerkvenega dvorišča je zaščitena s starim obzidjem. Sedanja oblika, pravokotna z eno ladjo z globoko peterokotno apsido, dobi te oblike med 17. in 18. stoletjem, ko so nadomestili srednjeveško cerkev.